# ФК Еибар
ФК Еибар (шп. Sociedad Deportiva Eibar, S.A.D., Спортско друштво Еибар) шпански је фудбалски клуб из Еибара који се тренутно такмичи у Другој лиги Шпаније. У Ла лигу су се први пут пласирали 2014. године.
Еибар је једини фудбалски клуб који има сертификат међународног стандарда ISO 9000.

## Успеси
- Друга лига Шпаније: 2013/14.
- Друга Б лига Шпаније: 1987/88, 2006/07, 2010/11.
- Трећа дивизија:
  - као трећи ранг: 1950/51, 1952/53, 1961/62, 1962/63, 1966/67.
  - као четврти ранг: 1981/82, 1985/86.

## Тренутни састав
Ажурирано 23. јануара 2019.
| Бр. |             | Позиција | Играч                         |
| --- | ----------- | -------- | ----------------------------- |
| 1   | Србија      | Г        | Марко Дмитровић               |
| 2   | Шпанија     | О        | Жорди Калавера                |
| 3   | Шпанија     | О        | Педро Бигас                   |
| 4   | Шпанија     | О        | Иван Рамис (заменик капитена) |
| 5   | Аргентина   | С        | Гонзало Ескаланте             |
| 6   | Шпанија     | С        | Серхио Алварез                |
| 7   | Шпанија     | Н        | Марк Кардона                  |
| 8   | Сенегал     | С        | Папе Диоп                     |
| 9   | Шпанија     | Н        | Серхи Енрих                   |
| 11  | Шпанија     | С        | Рубен Пења                    |
| 12  | Португалија | О        | Пауло Оливеира                |

| Бр. |           | Позиција | Играч                    |
| --- | --------- | -------- | ------------------------ |
| 13  | Шпанија   | Г        | Асијер Ријесго (капитен) |
| 14  | Чиле      | С        | Фабијан Орелана          |
| 15  | Шпанија   | О        | Хосе Анхел               |
| 16  | Аргентина | С        | Пабло де Бласис          |
| 17  | Шпанија   | Н        | Кике                     |
| 19  | Бразил    | Н        | Чарлес                   |
| 20  | Шпанија   | О        | Марк Кукуреља            |
| 21  | Шпанија   | С        | Педро Леон               |
| 22  | Шпанија   | С        | Пере Миља                |
| 23  | Шпанија   | О        | Анајиц Арбиља            |
| 24  | Шпанија   | С        | Жуан Жордан              |